# Одноцветный зелёный манакин
Одноцветный зелёный манакин (лат. Xenopipo uniformis) — вид птиц из семейства манакиновых. Выделяют два подвида.

## Распространение
Обитают в Бразилии, Гайане и Венесуэле.

## Описание
Длина тела 13,5 см. Масса самцов 18—21 г, самок — 16,5—21 г. У этих манакинов относительно длинные крылья и относительно длинный узкий хвост. Оперение довольно тёмного оттенка оливкового цвета, немного светлее оно на горле.

## Биология
Питаются мелкими фруктами и предположительно также насекомыми. Миграций не совершают, хотя возможны вертикальные сезонные перемещения.
МСОП присвоил виду охранный статус LC.